# Grewia subspathulata
Grewia subspathulata är en malvaväxtart som beskrevs av N. E. Brown. Grewia subspathulata ingår i släktet Grewia och familjen malvaväxter. Inga underarter finns listade i Catalogue of Life.